# Flughafen Stokmarknes, Skagen

i7
i11
i13
Der Flughafen Stokmarknes, Skagen (norwegisch Stokmarknes lufthavn, Skagen, IATA-Code: SKN, ICAO-Code: ENSK) ist ein nordnorwegischer Flughafen. Er liegt an der Atlantikküste der Provinz Nordland im Süden der Insel Langøya und rund fünf Kilometer nordöstlich der Stadt Stokmarknes, die über zwei Brücken erreichbar ist. Zum Einzugsbereich des Flughafens gehört auch die etwa zwanzig Kilometer nordöstlich des Flughafens gelegene Gemeinde Sortland. Betreiber des Flughafens ist das norwegische Staatsunternehmen Avinor.
Der Flughafen Stokmarknes wird derzeit nur von der norwegischen Regionalfluggesellschaft Widerøe angeflogen (Stand September 2013). Direkte Linienflugverbindungen gibt es nach Andenes, Bodø, Svolvær und Tromsø.